# 会則を受け取る聖ブルーノ
『会則を受け取る聖ブルーノ』（かいそくをうけとるせいブルーノ、伊: San Bruno riceve la Regola、英: Saint Bruno Receiving the Rule）は、17世紀スペイン・バロック期の巨匠ホセ・デ・リベーラが銅板上に油彩で描いた絵画である。画面下部右側の石の上に「Jusepe de Ribera español / F. 1651 (スペイン人フセぺ・デ・リベーラ/1643年制作)」という画家の署名と制作年が記されている。作品は現在、ナポリのサン・マルティーノ美術館に所蔵されている

## 作品
1638年ごろ、リベーラは、サン・マルティーノ修道院・教会の大がかりな改修の一部をなす一連の作品の依頼を受けた。ジョヴァンニ・バッティスタ・ピザンテ (Giovanni Battista Pisante) の治める修道院で、リベーラは大規模な装飾を任されるべき最も重要なナポリの画家の1人であった。すでに1637年に、彼は教会の聖具室用に豪勢な『ピエタ』 (サン・マルティーノ美術館) の祭壇画を制作していた (この作品は17世紀末に新宝物室に移され、現在もそこに展示されている)。
リベーラの関心を引いた委嘱は、預言者を表す14点の連作を制作することであった。それらは教会の身廊に沿って配置されることになっていたもので、1638-1643年の間に制作された。やはり1643年に制作された本作『会則を受け取る聖ブルーノ』 (カポディモンテ美術館、ナポリ) と呼ばれる小さな銅板画とほかの3点のキャンバス画は、1643年からリベーラが患った病気のために1651年になってようやく納められた。これら3点のうち、大きな『使徒たちの聖体拝領』は教会の聖歌隊席の側壁に、ほかの2点である『聖セバスティアヌス』と『聖ヒエロニムス』は修道院の個室のために意図された。 これら3点と『会則を受け取る聖ブルーノ』には、合計100ドゥカートが支払われた。 
本作は小さなサイズであるが、1630年代からリベーラの絵画に影響を与えた様式的変貌の過程を証だてており、それは明るく豊かな色彩により特徴づけられる。
本作中のカルトジオ会の創始者ケルンのブルーノは、リベーラが過去に描いたブルーノの人物像を用いている。すなわち、絵画館 (ベルリン) 蔵の『聖母子と聖ブルーノ』とカポディモンテ美術館 (ナポリ) 蔵の『地上の三位一体』に登場するブルーノと同じである。

## ギャラリー

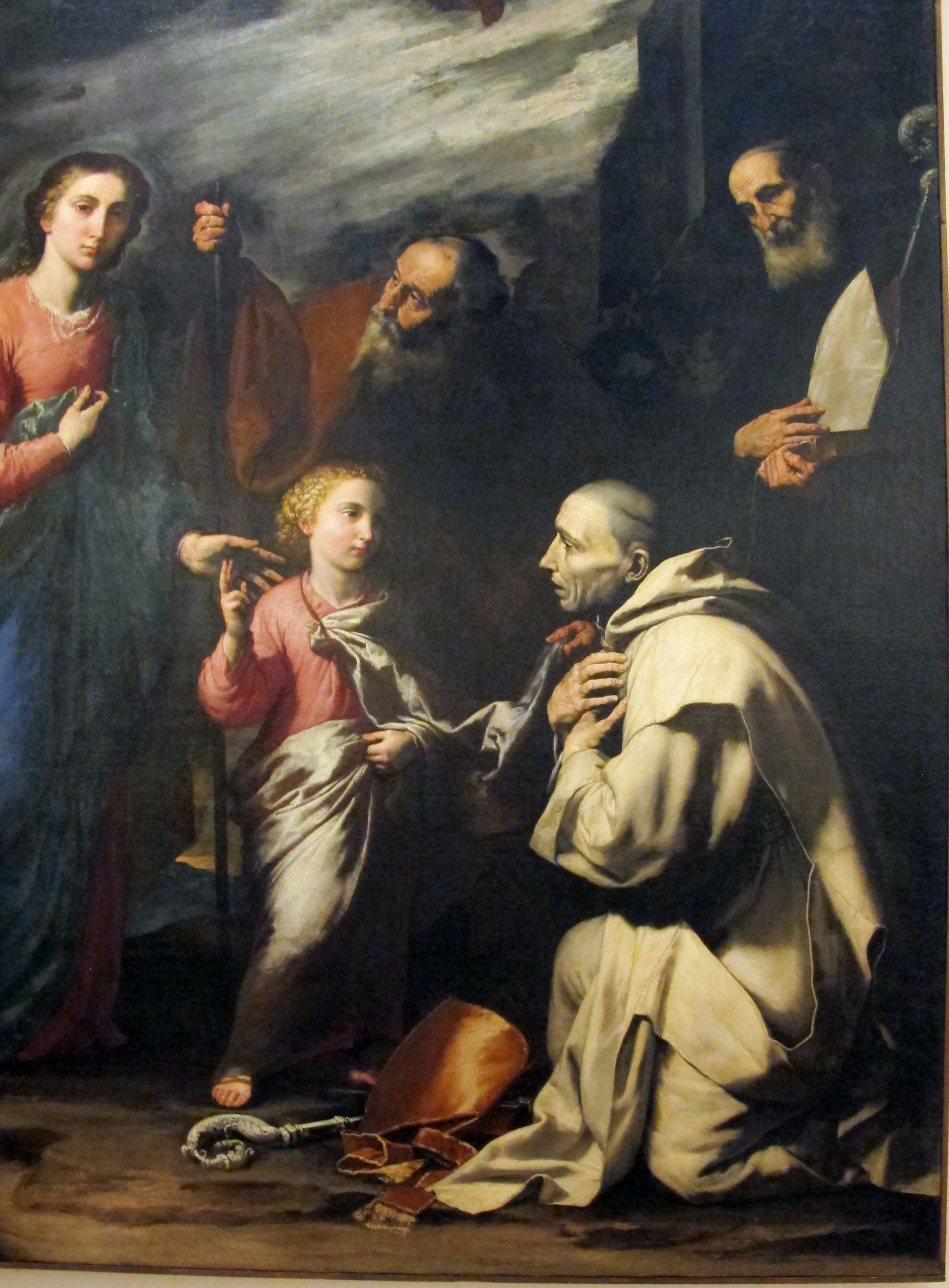
『地上の三位一体』 ( 部分) カポディモンテ美術館、ナポリ
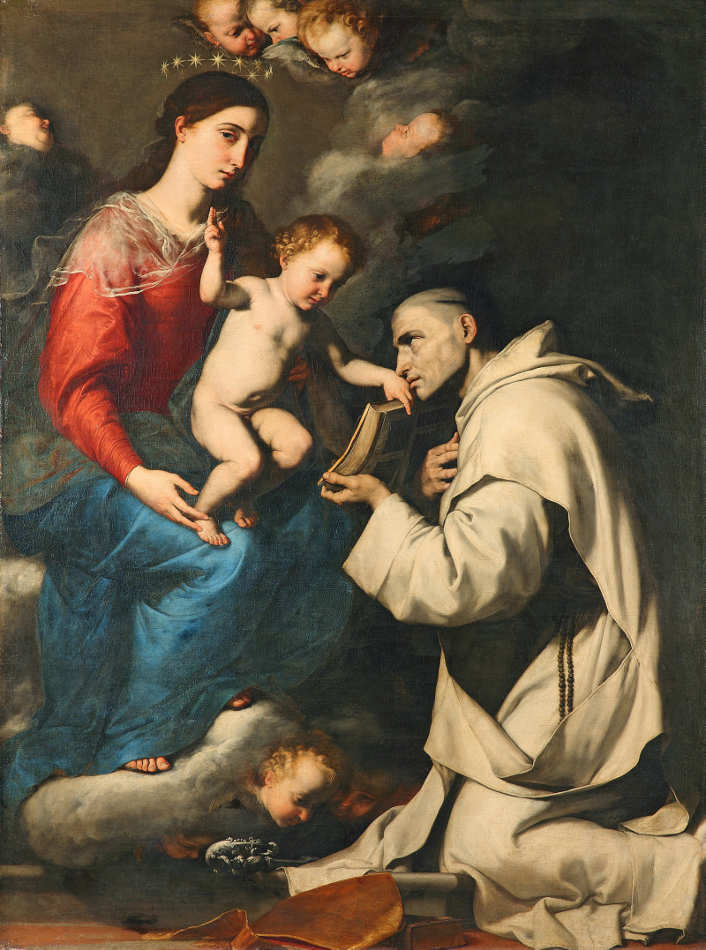
『聖母子と聖ブルーノ』絵画館 (ベルリン)